# Association canadienne des automobilistes
Pour les articles homonymes, voir CAA et Automobile Club.
 (juin 2025).
Si vous disposez d'ouvrages ou d'articles de référence ou si vous connaissez des sites web de qualité traitant du thème abordé ici, merci de compléter l'article en donnant les références utiles à sa vérifiabilité et en les liant à la section « Notes et références ».
L’Association canadienne des automobilistes (aussi connue sous l’acronyme CAA, de l'anglais Canadian Automobile Association) est une fédération à but non lucratif regroupant les neuf clubs automobiles provinciaux du Canada.

## Description

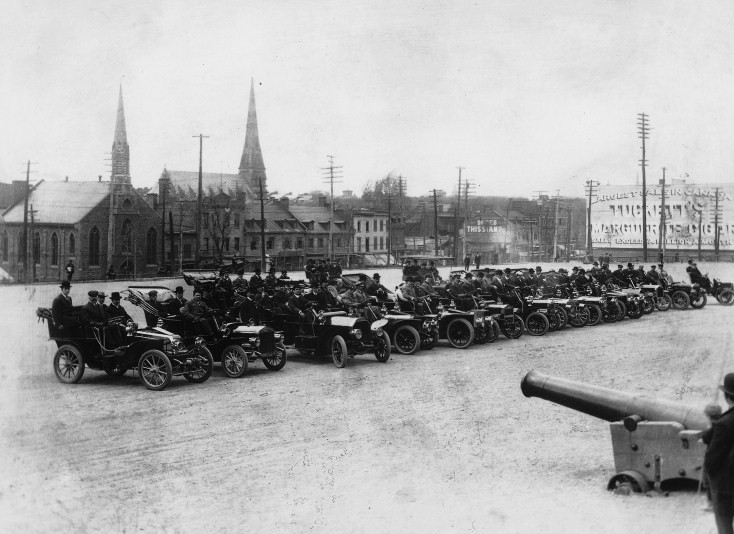
Réunion vers 1905 de l, prédécesseur montréalais de la CAA, Champ-de-Mars

Fondée en 1904, le CAA a pour objectif de représenter les automobilistes afin de défendre leurs intérêts en matière de politique des transports canadienne, d’infrastructures routière, d’environnement, de prévention et sécurité routières, d’enjeux de consommation, d’économie et de tourisme.
Le CAA est le principal représentant des automobilistes et des voyageurs canadiens et grâce à son affiliation avec le AAA (American Automobile Association), il offre des services à plusieurs dizaines de millions d'automobilistes en Amérique du Nord. Beaucoup des guides touristiques et des cartes routières sur le Canada sont distribués par le CAA, et publiés par le AAA, arborant à la fois l'image de marque des deux clubs nord-américains. 
Le CAA n'est pas affilié à l'Association automobile Dominion (DAA) ou des groupes de consommateurs tels que l'Association pour la protection des automobilistes (APA).

## Autres actions CAA
En 2012, l'entreprise Pneus Ratté reçoit l'accréditation du programme Clé verte en partenariat avec l’Association canadienne des automobilistes.